# Talus Taylor
Talus Taylor (New York, 18 settembre 1929 – Parigi, 15 febbraio 2015) è stato un insegnante e scrittore statunitense di letteratura giovanile.

## Biografia
Talus Taylor, professore di matematica e biologia statunitense, insieme all'architetto e designer francese nonché moglie Annette Tison, furono i creatori dei Barbapapà, celebre cartone animato. La loro creazione, avvenuta casualmente in un bistrot parigino, viene fatta risalire al 1969, ovvero sull'onda del maggio francese che scosse le coscienze giovanili di un'intera generazione. Il fumetto fu pubblicato in Francia a partire dal 1971. Successivamente la serie è stata pubblicata in molti altri paesi del mondo. Vale la pena sottolineare la diffusione di articoli che indicano un differente luogo di nascita, San Francisco, e giorno di morte il 19. La notizia stessa della morte è stata divulgata in forte ritardo dalla famiglia.